# Dirección contra el Terrorismo
La Dirección contra el Terrorismo (Dircote-PNP) es la rama de la Policía Nacional del Perú (PNP) que es responsable de los esfuerzos policiales antiterroristas en el Perú.

## Historia
La Dircote nació a partir de la División Contra el Terrorismo (Dicote), una unidad de investigación especializada perteneciente a la Dirección de Seguridad del Estado (Dirseg) y dependiente de la Policía de Investigaciones (PIP) creada en 1981 como consecuencia de la tipificación del delito de terrorismo de las acciones de Sendero Luminoso y del Movimiento Revolucionario Tupac Amaru. En sus inicios la unidad de tipo operativo contaba con no más de 30 agentes dirigidos por el coronel PIP René Jaime Llamosas.
A los pocos meses de iniciada su actividad el jefe de la unidad fue remplazado por el coronel PIP Héctor Agurto Cisneros y la Dicote pasó a llamarse División de Policía Antisubversiva (Dipas).
En 1992, el Grupo Especial de Inteligencia (GEIN) de la DIRCOTE fue responsable de capturar a los principales líderes de los grupos terroristas Sendero Luminoso y Movimiento Revolucionario Tupac Amaru, Abimael Guzmán y Víctor Polay Campos. Luego del acontecimiento, se estableció el Museo de la Dircote.